# Сандухт (Святая)
Сандухт, также известная как Царевна Сандухт, Святая Сантухт (грабар Սանդուխտ) — первая армянская женщина-мученица, принявшая христианство. Будучи ученицей святого апостола Фаддея, втайне от своего отца Санатрука I принимает христианство[когда?].

## Биография
Царь Великой Армении Санатрук обнаружил[когда?], что его дочь приняла христианство, и молил её отказаться от новой веры и вернуться к их собственной родной религии. Однако все его настойчивые уговоры оказались безуспешными, и разгневанный царь посадил свою дочь и её учителя — святого Фаддея в тюрьму, подвергая их жестоким пыткам. Даже армянский царевич который управлял дворцом попытался уговорить Сандухт отказаться от христианства, но в результате он сам принял эту веру. Наконец, не в силах больше терпеть это предательство, царь приказал казнить святого Фаддея и свою собственную дочь, которые стали мучениками в летней резиденции армянской царской семьи в Шаваршане.
По одной из версий, когда солдат вонзил меч в сердце святой девы, в воздухе был ощутим приятный аромат, а в небе появился яркий световой столб в форме огня, паривший над телом Сандухт в течение трёх дней и ночей. Более двух тысяч людей, ставших свидетелями этого чудесного события, приняли христианство и были крещены в ту же ночь.
Святой Фаддей похоронил тело Сандухт на этом месте[где?]. Однако через восемь дней и сам он был казнён. Считается, что они были казнены между 40—69 годами н. э.. После её казни от Санатрука уходит его жена, которую также звали Сандухт. Её последними словами перед смертью были:
Лучше быть женой простого селянина, нежели женой царя-детоубийцы.

## Образ в искусстве
Западно-армянский поэт и драматург Товмас Акопович Терзян  (Թ.  Յ. Թէրզեան, 1840-1909) на основе Жития Св. Девы  Сандухт и сведений армянских историков  написал пьесу в пяти действиях "Сандухт".
Ученый монах-мхитарист, лингвист и литератор  Атанас Тироян (Աթանաս Տիրոյան, 1857-1926) в 1909 году опубликовал в Венеции пьесу Սանդուխտ համբերատար (Сандухт Страстотерпица).
Армянский поэт, педагог, богослов Габриэл Патканян (1802-1889) написал о  Святой  царевне  Сандухт несколько  поэтических  произведений   .